# Lion-Peugeot

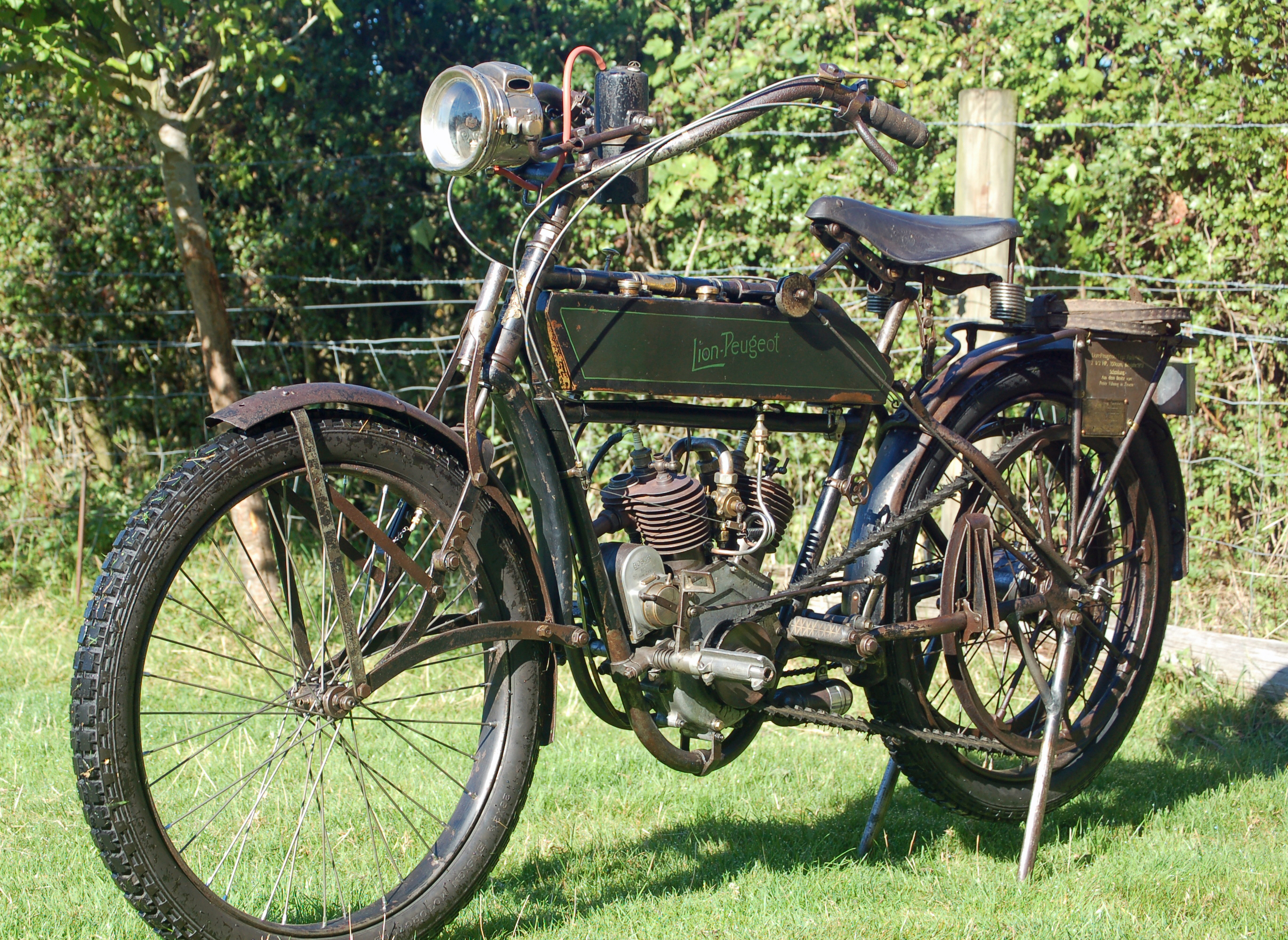
Motocykl Lion-Peugeot

Lion-Peugeot byl francouzský výrobce automobilů.

## Historie firmy
Jules, Pierre a Robert Peugeot založili v roce 1905 společnost Les Fils des Peugeot Frères v Beaulieu u Valentigney. Vyráběla automobily pod značkou Lion-Peugeot. Pracovali zde konstruktéři Michaux a Kuntz, původně navrhující pro Peugeot. Konstruktérem motorů byl Lucien Verdet, vyvíjel dvou- a čtyřválcové motory. V roce 1912 se firmy Automobiles Peugeot a Lion-Peugeot sloučily do Société des Automobiles et Cycles Peugeot. Značka byla používána převážně pro menší modely ještě do roku 1915 nebo 1916.

## Vozidla

### Vozy s jednoválcovými motory
Firma vyráběla zpočátku jen malé automobily. Prvním modelem byl v roce 1906 Lion-Peugeot VA. Poháněl jej jednoválcový motor o objemu 785 cm³ a výkonu 6 až 7 koňských sil. Typ byl v nabídce až do roku 1908. V roce 1906 vznikly i typy VC a VC 1. Oba byly osazeny jednoválcovými motory o objemu 1045 cm³ a výkonu 8 až 9 koní. V roce 1909 firma představila typ VC 2, jehož motor měl výkon 9 koní. Následovníkem těchto tří modelů, vyráběných až do roku 1910, byl typ VC 3, nabízený jen v roce 1911. Poháněl jej stejný motor jako typ VC 2.
V letech 1908 a 1909 vznikly také modely Lion-Peugeot VY a VY 2. Jejich jednoválcový motor poskytoval výkon 12 koní při objemu 1841 cm³. Dodávány byly jen jako sportovní a závodní vozy.

### Modely s dvouválci
V roce 1910 vznikly také dva typy s vidlicovým dvouválcovým motorem. Prvním byl V 2 C 2, jehož motor při objemu 1325 cm³ dával výkon 12 koní. Druhý typ, V 2 Y 2, poháněl motor o objemu 1702 cm³ o výkonu 18 koní. V následujícím roce firma uvedla na trh typy V 2 C 3 a V 2 Y 3. Motoricky odpovídaly předcházejícím modelům. V roce 1911 byla výroba celé této modelové řady ukončena.

### Čtyřválcové vozy
V roce 1912 byl představen nástupce typu V 2 Y 3, označený V 4 C 3. Šlo o první model osazený čtyřválcovým motorem s válci do V. Při objemu 1725 cm³ poskytoval vozu výkon 9 koní. O rok později následoval model VD, označovaný i jako V 4 D. Byl poháněn větším motorem o objemu 1888 cm³ s výkonem 10 koní. V roce 1915 byl uveden ještě poslední mocel této řady označený VD 2 a osazený stejným čtyřválcem. Výroba byla v témže roce ukončena. Model VD 4 D z roku 1914 zůstal pouze ve fázi prototypu.

### Řada BP
Poslední modelovou řadou byla série označená BP (BP 1, B 3 P 1 a B 4 P 1). Tyto typy vznikly za pomoci Ettore Bugattiho jako následníci vozů Peugeot Type 69, známého jako Bébé. V letech 1913 až 1916 bylo vyrobeno 3095 exemplářů řady BP. Čtyřválcový čtyřtaktní motor o objemu 855 cm³ poskytoval výkon 10 koní. Automobil měl rozvor 1800 mm a rozchod 1050 mm, celková délka byla 2620 mm, šířka 1500 mm a výška 1620 mm. Karoserie byla pouze dvoumístná.
Vozy řady BP použila automobilka Établissements Ballot ke konstrukci závodních speciálů pro závod 500 mil Indianapolis.

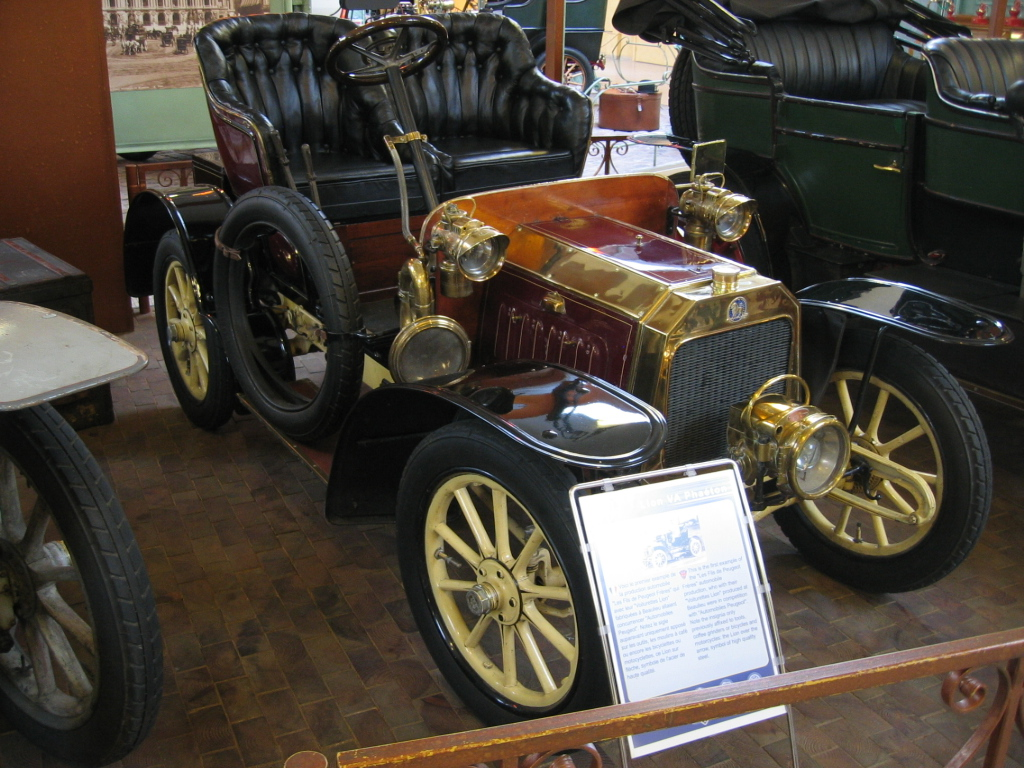
Lion-Peugeot VA (1907)
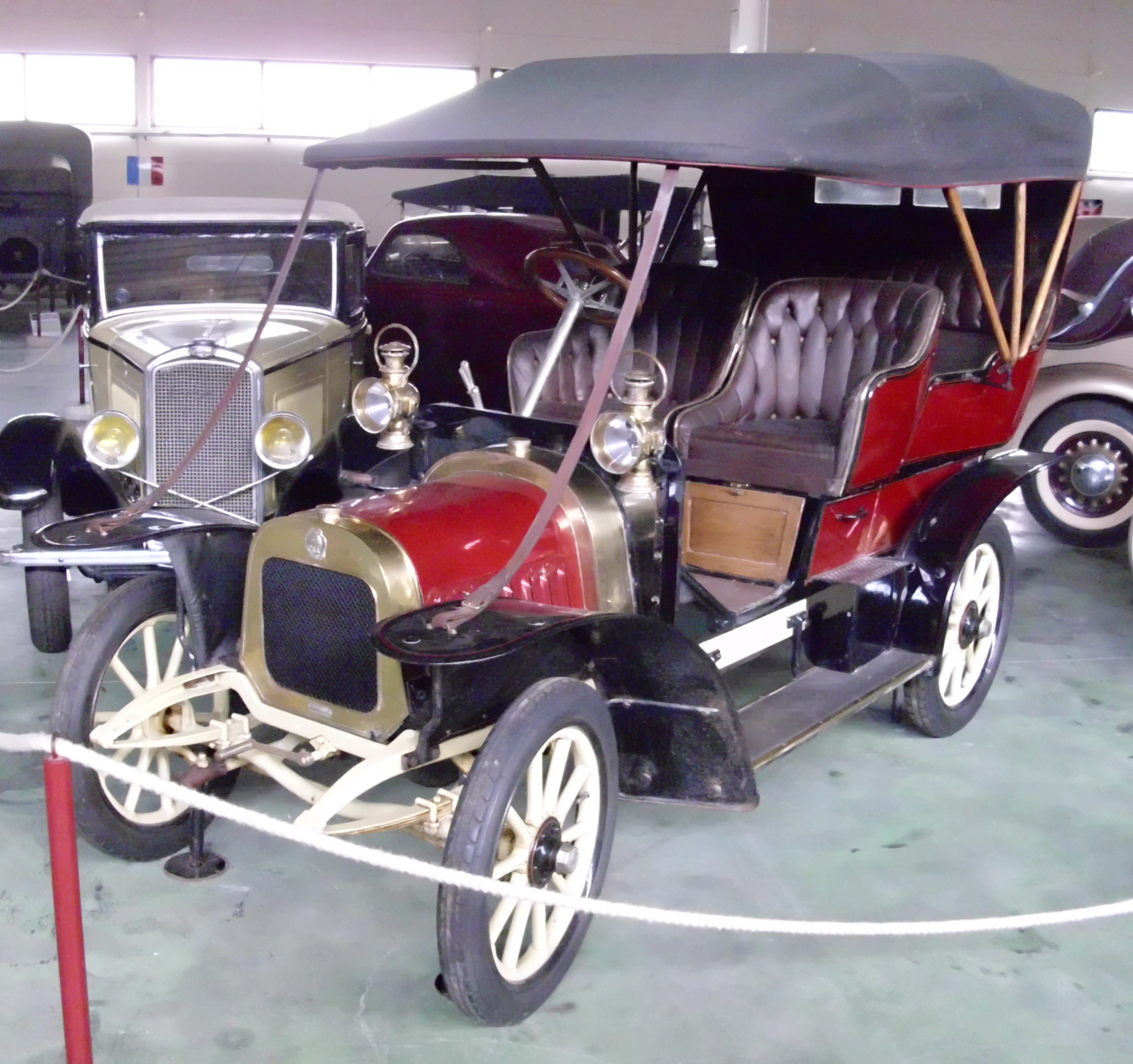
Lion-Peugeot VC 1 (1908-1909)
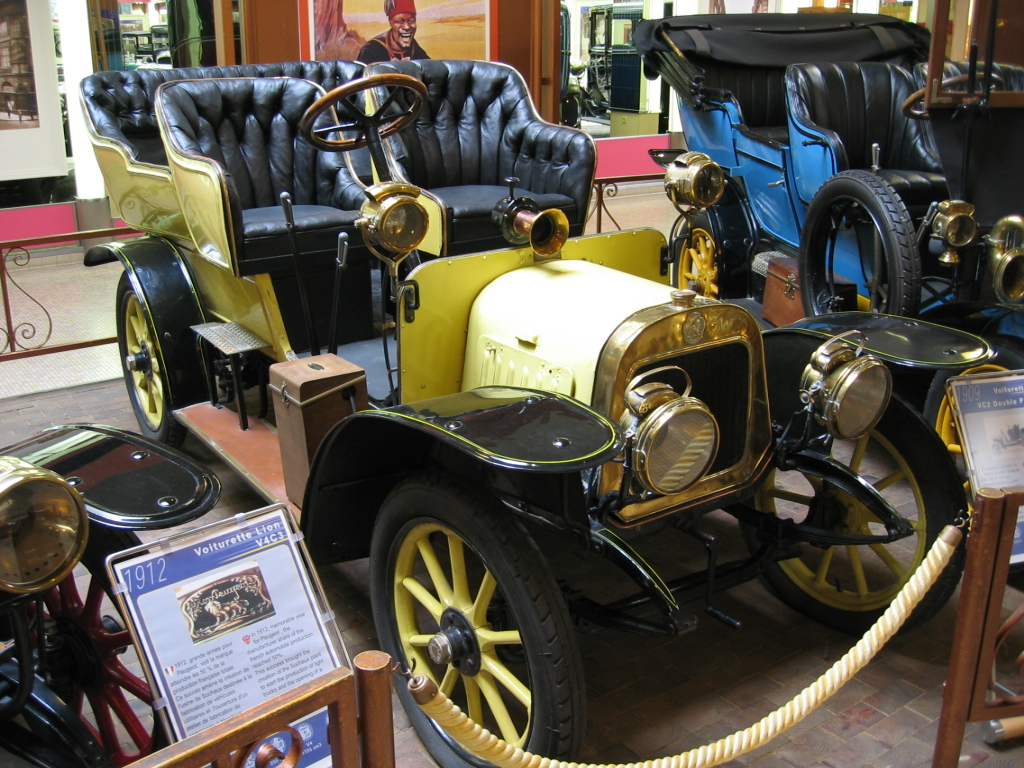
Lion-Peugeot VC 2 (1909)
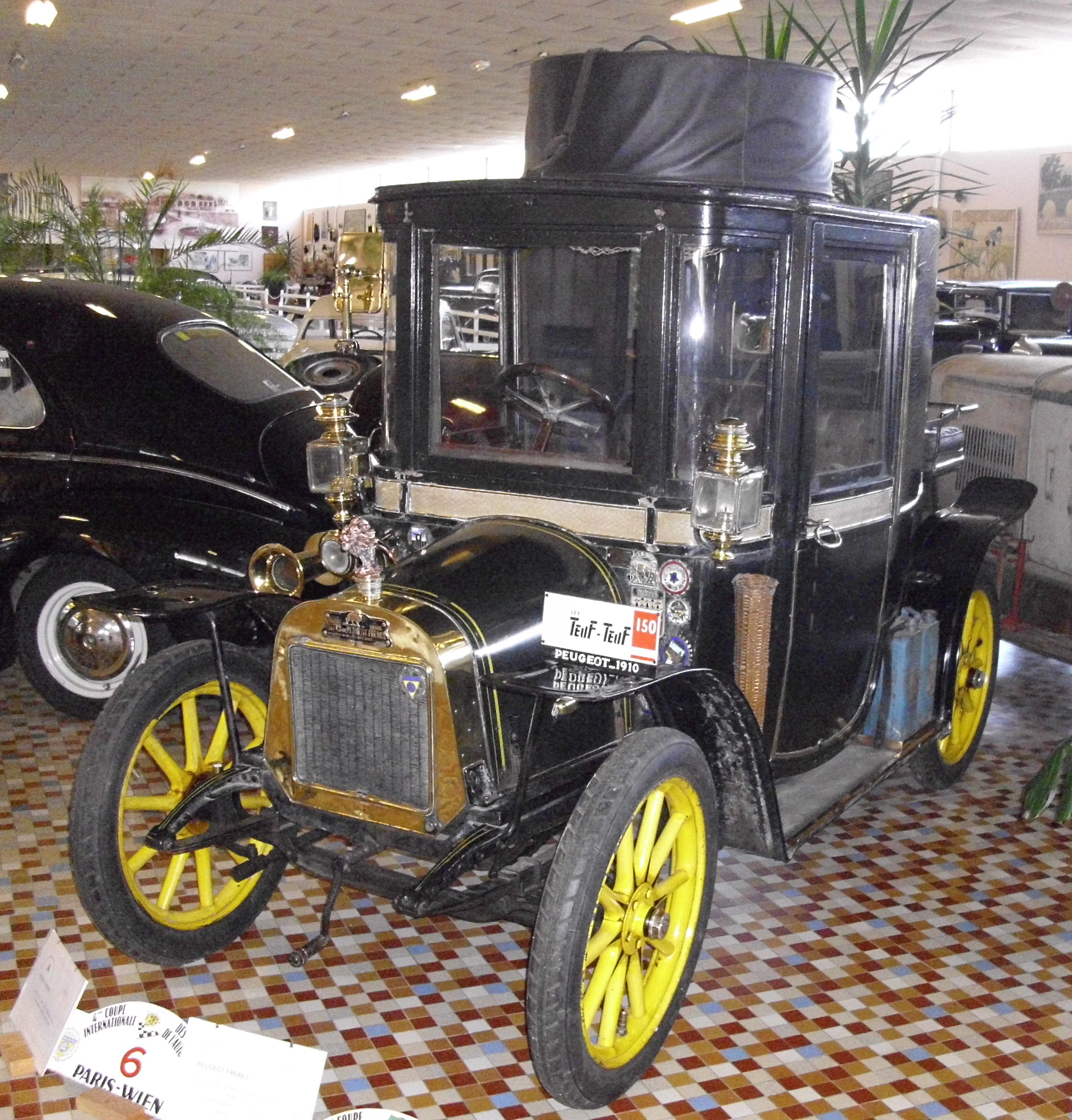
Lion-Peugeot V 2 C 2 (1910)
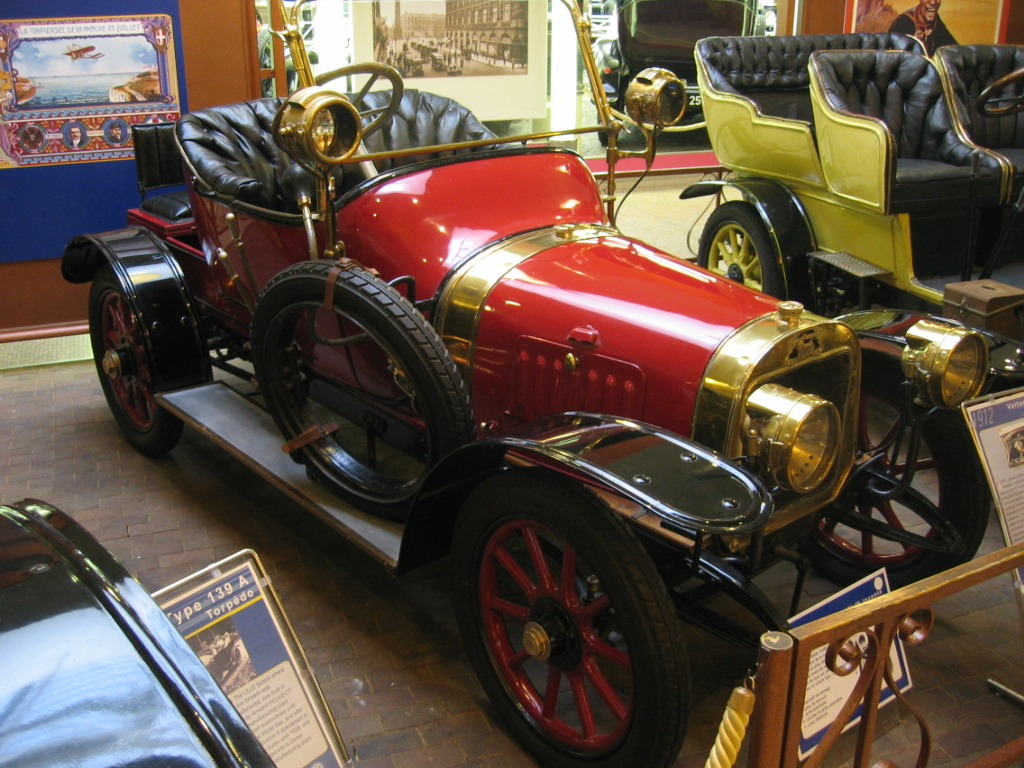
Lion-Peugeot V 4 C 3 (1912)
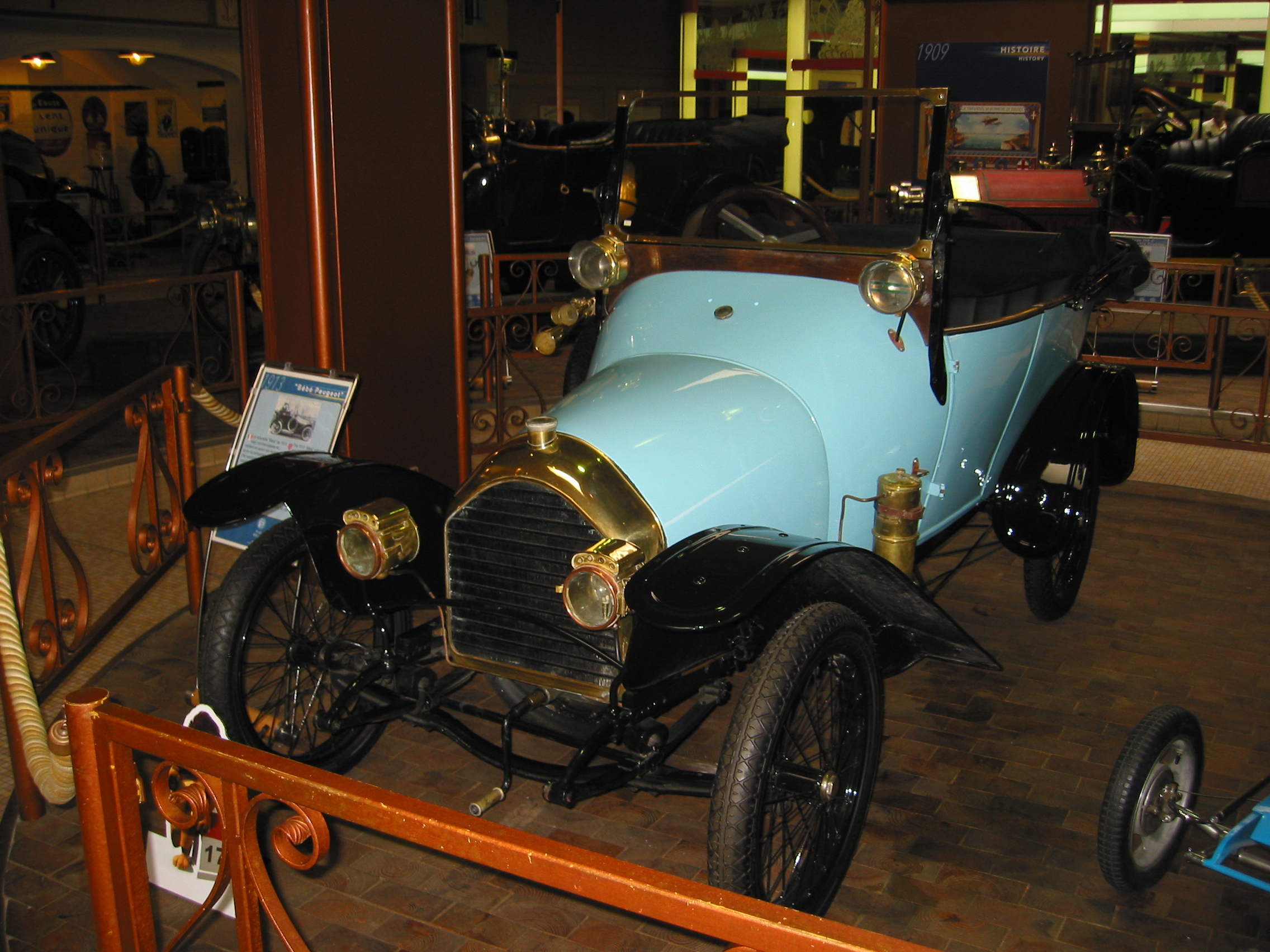
Lion-Peugeot BP (1913)

## Produkce
| Typ  | Rok výroby | Počet válců | Objem (cm³) | Výkon (k) | Celkem vyrobeno |  |
| ---- | ---------- | ----------- | ----------- | --------- | --------------- |  |
| VA   | 1906–1908  | 1           | 785         | 6½        | asi 1000        |  |
| VC   | 1906–1910  | 1           | 1045        | 8½        | asi 1000        |  |
| VC1  | 1906–1910  | 1           | 1045        | 8½        | zahrnuje VC     |  |
| VC2  | 1909–1910  | 1           | 1045        | 9         | asi 1175        |  |
| VC3  | 1911       | 1           | 1045        | 9         | 135             |  |
| VY   | 1908–1909  | 1           | 1841        | 12        | 142             |  |
| VY2  | 1908–1909  | 1           | 1841        | 12        | zahrnuje i VY   |  |
|      |            |             |             |           |                 |  |
| V2C2 | 1910       | 2           | 1325        | 12        | 680             |  |
| V2Y2 | 1910       | 2           | 1702        | 16        | 300             |  |
| V2C3 | 1911       | 2           | 1325        | 12        | 520             |  |
| V2Y3 | 1911       | 2           | 1702        | 16        | 215             |  |
|      |            |             |             |           |                 |  |
| V4C3 | 1912-1913  | 4           | 1725        | 9         | 653             |  |
| VD   | 1913       | 4           | 1888        | 10        | asi 800         |  |
| V4D  | 1914       | 4           | 1888        | 10        | asi 700         |  |
| VD2  | 1915       | 4           | 1888        | 10        | 480             |  |
|      |            |             |             |           |                 |  |